# فورکی سوال می‌پرسد
فورکی سوال می‌پرسد (به انگلیسی: Forky Asks a Question) یک مجموعه تلویزیونی آمریکایی است که در سال ۲۰۱۹ میلادی به روی آنتن رفت. این مجموعه برای دیزنی پلاس است. شخصیت دوست داشتنی داستان اسباب‌بازی ۴ فورکی که یک چنگال است در این سریال حضور دارد. این سریال شامل ۱ فصل و ۱۰ قسمت است. صداپیشهٔ شخصیت فورکی تونی هیل است. در این سریال فورکی از اسباب بازی‌های بانی سوال می‌پرسد و چیزهایی مثل پنیر و عشق را زیر سوال می‌برد.

## نام قسمت ها
قسمت اول : پول چیه ؟
قسمت دوم : دوست چیه ؟
قسمت سوم : زمان چیه ؟
قسمت چهارم : عشق چیه ؟
قسمت پنجم : راهنما چیه ؟
قسمت ششم : کامپیوتر چیه ؟
قسمت هفتم : هنر چیه ؟
قسمت هشتم : حیوان خانگی چیه ؟
قسمت نهم : پنیر چیه ؟
قسمت دهم : مطالعه چیه ؟